# Lucas Bergamini
Lucas Bergamini (* 18. August 1997 in Bento Gonçalves) ist ein brasilianischer Padelspieler.

## Laufbahn
Er begann in jungen Jahren Padel zu spielen und wurde Zweiter unter den brasilianischen Padel-Spielern in der Kategorie U12. Im Jahr 2021 wurde er für die Padel-Weltmeisterschaft in Doha, Katar, nominiert. Im Jahr 2022 schloss er sich Iñigo Zaratiegui an.
Im Jahr 2023 erreichte er zusammen mit Víctor Ruiz das Finale des Premier Padel P1 in Mailand und gab sein erfolgreiches Debüt beim BNL Italy Major Premier Padel in Rom. Im Jahr 2024 erlebte er die beste Saison seiner Karriere und qualifizierte sich für die Premier Padel Finals, die im Palau Sant Jordi in Barcelona ausgetragen wurden.
Im Jahr 2025 begann er eine neue Partnerschaft mit Paquito Navarro, dem Gewinner eines World-Padel-Tour-Titels. Im ersten Teil der Saison erreichte das Paar das Halbfinale beim Qatar Major 2025 und beim P2 in Brüssel.